# ایمن حریری
اَیمَن رفیق حریری (عربی: أيمن رفيق الحريري، انگلیسی: Ayman Rafic Al-Hariri؛ زاده ۱۶ مه ۱۹۷۸) یک بازرگان میلیاردر لبنانی و پسر رفیق حریری نخست‌وزیر سابق لبنان است.
وی بنیان‌گذار و مدیر عامل شبکه اجتماعی ویرو و مدیر عامل سابق سعودی اوجیه است.